# Côadalens hällristningar
Côadalens hällristningar är ett område nära floden Côas utlopp i Douro i nordöstra Portugal där man hittat 25 000 år gamla hällristningar. Unesco har utnämnt hällristningarna till världsarv.

## Museum
- Museu do Côa (Coadalens museum)[5][6][7][8]
- Parque Arqueológico do Vale do Côa (Coadalens arkeologiska park)[9]